# Roland Biancone
Roland Biancone, né le 16 janvier 1944 à Avignon et décédé le 24 mai 2007 à Mougins, était un pilote automobile de courses de côte et sur circuit automobile français.

## Biographie
Sa carrière en compétitions de montagne s'étale sur une dizaine d'années jusqu'à l'été 1982, avec des voitures de production: Alpine A110 de 1972 à 1977, A310 en 1978, et Porsches 911, 930 (team Alméras) et 934 de 1979 à 1982.
En endurance il a notamment participé avec deux autres champions d'Europe de la montagne, Jacques Alméras et Jacques Guillot, aux 1 000 kilomètres de Monza en 1983, l'équipage terminant 13e de l'épreuve sur Porsche 930 du team Alméras Fréres.

## Palmarès

### Titres
- Champion d'Europe de la montagne catégorie Voitures de Série, en 1980 sur Porsche 930 (Gr. 3, préparée par les frères Alméras)
  - 8e du championnat de France de la montagne, en 1980 sur Porsche 930.